# Vertriebsorganisation
Vertriebsorganisation (oder Absatzorganisation, Verkaufsorganisation) ist in Unternehmen die Aufbau- und Ablauforganisation für die betriebliche Funktion des Vertriebs.

## Allgemeines
Alle betrieblichen Funktionen wie Beschaffung, Produktion, Finanzierung, Verwaltung oder Vertrieb bedürfen einer eigenständigen Organisation, welche die Belange der Funktion berücksichtigt. Die Vertriebsorganisation ist Teil der Distributionspolitik eines Unternehmens und kann als Marketinginstrument eingesetzt werden. Die Aufgaben des Vertriebs bedürfen einer Koordination und Spezialisierung des Vertriebsprozesses, wobei insbesondere Außendienst und Innendienst funktional aufeinander abzustimmen sind. Die Vertriebsorganisation beinhaltet sämtliche Regelungen (etwa durch Arbeitsanweisungen), die sich an den Unternehmenszielen orientieren, für Arbeitsteilung sorgen und den Arbeitsablauf im Vertrieb organisieren.

## Arten
Zu unterscheiden ist zwischen einer funktionsorientieren, produktorientieren, kundenorientierten und gebietsorientierten Vertriebsorganisation. Eine funktionsorientierte Vertriebsorganisation bietet sich nur an, wenn weder regionale noch produktorientierte Aspekte beachtet werden müssen. Werden dagegen sehr unterschiedliche Produkte/Dienstleistungen an verschiedene Zielgruppen vermarktet und sind umfangreiche Kenntnisse über technische Daten der Produkte/Dienstleistungen erforderlich, ist eine produktbezogene Vertriebsorganisation erforderlich. Gebietsorientiert ist der Vertrieb zu organisieren, wenn in den Absatzgebieten erhebliche Unterschiede bestehen (Mentalität, Recht, Sprache, Währung, Wirtschaftsstruktur). Gibt es bei Kunden Unterschiede im Kaufverhalten, in der Verhandlungsmacht oder Produktverwendung, ist eine kundenorientierte Vertriebsorganisation zu bevorzugen.

## Organisation
Die Vertriebsorganisation hat für die optimale Personalkapazität (Absatzhelfer wie Handelsvertreter oder Reisende, Absatzmittler wie der Einzelhandel, Bedienungspersonal, Verkäufer) und Sachkapazitäten (Distributionslogistik, Geschäftsausstattung, Verkaufsflächen mit ausreichenden Kontaktstrecken, Lagerkapazitäten, Lieferqualität, Parkplätze usw.) zu sorgen, um eine reibungslose Vertriebsabwicklung zu gewährleisten. Die Vertriebsorganisation ist unterhalb der Hierarchieebene des für den Vertrieb zuständigen Vorstandsmitglieds anzusiedeln und kann nach Absatzmärkten, Absatzkanälen oder Produktarten (beim Mehrproduktunternehmen) gegliedert werden. Von Bedeutung ist die Entscheidung, ob ein Direktvertrieb unmittelbar an den Endverbraucher oder ein Handelsverkauf über eine Handelskette erfolgen soll.
Einer spezifischen Organisation bedürfen Marketing und Distributionslogistik. Im Marketing ist die generelle Frage zu entscheiden, ob und welcher Marketing-Mix eingesetzt werden soll. Kommt es innerhalb der Distributionslogistik bei Lieferketten zu Liefergpässen, so ist die Versorgungssicherheit gestört mit der Folge von Regallücken und Nachfrageüberhang. Die Vertriebsorganisation hat mithin auch Schwachstellen zu beseitigen, welche die Kundenzufriedenheit und Kundenbindung beeinträchtigen.

## Wirtschaftliche Aspekte
Organisationsformen können im Kundenmanagement der Flächenvertrieb für Konsumgüter sein, der vom Produzenten über den Handel (Großhandel, Einzelhandel, Outlets) oder Versandhandel abgewickelt wird oder der Individualvertrieb über die Kundenbetreuung oder das Key-Account-Management durch Account-Manager.
Im Bankwesen ist die Vertriebsorganisation wegen der Funktionstrennung streng von der Marktanalyse/Kreditwürdigkeitsprüfung zu trennen und gehört deshalb zum Frontoffice. Im Versicherungswesen wird die Vertriebsorganisation mit dem Außendienst assoziiert, der ausschließlich oder überwiegend mit der Versicherungsvermittlung betraut ist.